# Persone di nome Craig
| Questa pagina contiene informazioni ricavate automaticamente dalle voci biografiche con l'ausilio del template Bio e di un bot. L'aggiornamento è periodico e automatico e ricostruisce completamente la pagina. Se manca una persona in questa lista, sei pregato di non aggiungerla, ma accertati piuttosto che la sua voce biografica contenga il template Bio e che i dati anagrafici siano correttamente compilati. Se il template Bio manca, inseriscilo tu stesso o, in alternativa, metti l'avviso {{tmp\|Bio}} che ne segnala la mancanza. Se i dati riportati sono sbagliati, correggi direttamente la voce biografica; le modifiche saranno visibili in questa lista entro pochi giorni. Per chiarimenti vedi il progetto antroponimi. La lista contiene solo le 201 persone che sono citate nell'enciclopedia e per le quali è stato implementato correttamente il template Bio. Pagina aggiornata al 16 ott 2024. |

Questa è una lista di persone presenti nell'enciclopedia che hanno il prenome Craig, suddivise per attività principale.

## Allenatori di calcio(9)
- Craig Bellamy, allenatore di calcio, dirigente sportivo e ex calciatore gallese (Cardiff, n. 1979)
- Craig Brewster, allenatore di calcio e ex calciatore scozzese (Dundee, n. 1966)
- Craig Fagan, allenatore di calcio e ex calciatore giamaicano (Birmingham, n. 1982)
- Craig Fleming, allenatore di calcio, dirigente sportivo e ex calciatore inglese (Halifax, n. 1971)
- Craig Hignett, allenatore di calcio e ex calciatore inglese (Whiston, n. 1970)
- Craig Levein, allenatore di calcio e ex calciatore scozzese (Dunfermline, n. 1964)
- Craig Martin, allenatore di calcio e ex calciatore canadese (Niagara Falls, n. 1957)
- Craig Samson, allenatore di calcio e ex calciatore scozzese (Irvine, n. 1984)
- Craig Shakespeare, allenatore di calcio e calciatore inglese (Birmingham, n. 1963 - Leicester, † 2024)

## Animatori(1)
- Craig McCracken, animatore, sceneggiatore e produttore televisivo statunitense (Charleroi, n. 1971)

## Arbitri di calcio(2)
- Craig Pawson, arbitro di calcio inglese (Sheffield, n. 1979)
- Craig Thomson, ex arbitro di calcio scozzese (Paisley, n. 1972)

## Arbitri di rugby a 15(1)
- Craig Joubert, arbitro di rugby a 15 sudafricano (Durban, n. 1977)

## Astisti(1)
- Ward McLanahan, astista e ostacolista statunitense (Hollidaysburg, n. 1883 - Hollidaysburg, † 1974)

## Attivisti(2)
- Craig Kielburger, attivista canadese (Thornhill, n. 1982)
- Craig Rodwell, attivista statunitense (Chicago, n. 1940 - New York, † 1993)

## Attori(20)
- Craig Anton, attore statunitense (Omaha, n. 1962)
- Craig Bierko, attore statunitense (Rye Brook, n. 1964)
- Craig Bockhorn, attore statunitense (New York City, n. 1961)
- James Brolin, attore statunitense (Los Angeles, n. 1940)
- Craig Chester, attore, sceneggiatore e regista statunitense (West Covina, n. 1965)
- Craig Fairbrass, attore e sceneggiatore britannico (Londra, n. 1964)
- Craig Hall, attore neozelandese (Auckland, n. 1974)
- Craig Hill, attore statunitense (Los Angeles, n. 1926 - Barcellona, † 2014)
- Craig Horner, attore australiano (Brisbane, n. 1983)
- Craig Kilborn, attore e conduttore televisivo statunitense (Kansas City, n. 1962)
- Craig Lucas, attore, sceneggiatore e drammaturgo statunitense (Atlanta, n. 1951)
- Craig T. Nelson, attore statunitense (Spokane, n. 1944)
- Craig Olejnik, attore canadese (Halifax, n. 1979)
- Craig Parker, attore neozelandese (Suva, n. 1970)
- Craig Ricci Shaynak, attore statunitense (Northport, n. 1969)
- Craig Roberts, attore, regista e sceneggiatore britannico (Maesycwmmer, n. 1991)
- Craig Robinson, attore, comico e cantante statunitense (Chicago, n. 1971)
- Craig Russell, attore e cantante canadese (Toronto, n. 1948 - Toronto, † 1990)
- Craig Sheffer, attore e regista statunitense (York, n. 1960)
- Craig Wasson, attore statunitense (Eugene, n. 1954)

## Attori teatrali(1)
- Craig Mather, attore teatrale e cantante inglese (n. 1989)

## Bassisti(1)
- Craig Gruber, bassista statunitense (n. 1951 - † 2015)

## Biblisti(3)
- Craig Blomberg, biblista statunitense (n. 1955)
- Craig Evans, biblista e scrittore statunitense (n. 1952)
- Craig S. Keener, biblista statunitense (n. 1960)

## Biochimici(1)
- Craig Mello, biochimico statunitense (New Haven, n. 1960)

## Calciatori(32)
- Craig Alcock, ex calciatore inglese (Truro, n. 1987)
- Craig Beattie, calciatore scozzese (Glasgow, n. 1984)
- Craig Bianchi, ex calciatore sudafricano (Città del Capo, n. 1978)
- Craig Braham-Barrett, calciatore montserratiano (Greenwich, n. 1988)
- Craig Bryson, ex calciatore scozzese (Rutherglen, n. 1986)
- Craig Burley, ex calciatore scozzese (Ayr, n. 1971)
- Craig Cathcart, ex calciatore nordirlandese (Belfast, n. 1989)
- Craig Clay, calciatore inglese (Nottingham, n. 1992)
- Craig Conway, ex calciatore scozzese (Irvine, n. 1985)
- Craig Davies, ex calciatore gallese (Burton upon Trent, n. 1986)
- Craig Dawson, calciatore inglese (Rochdale, n. 1990)
- Craig Demmin, ex calciatore trinidadiano (n. 1971)
- Craig Eastmond, calciatore inglese (Wandsworth, n. 1990)
- Craig Forrest, ex calciatore canadese (Coquitlam, n. 1967)
- Craig Forsyth, calciatore scozzese (Carnoustie, n. 1989)
- Craig Foster, ex calciatore, allenatore di calcio e personaggio televisivo australiano (Lismore, n. 1969)
- Craig Goodwin, calciatore australiano (Adelaide, n. 1991)
- Craig Gordon, calciatore scozzese (Edimburgo, n. 1982)
- Craig Halkett, calciatore scozzese (Kirkintilloch, n. 1995)
- Craig Henderson, ex calciatore neozelandese (Wellington, n. 1987)
- Craig Johnston, ex calciatore australiano (Johannesburg, n. 1960)
- Craig Lindfield, calciatore inglese (Wirral, n. 1988)
- Craig Mackail-Smith, ex calciatore inglese (Watford, n. 1984)
- Craig Moore, ex calciatore australiano (Sydney, n. 1975)
- Craig Morgan, ex calciatore gallese (Flint, n. 1985)
- Craig Noone, ex calciatore inglese (Kirkby, n. 1987)
- Craig Rocastle, ex calciatore grenadino (Londra, n. 1981)
- Craig Sibbald, calciatore scozzese (Falkirk, n. 1995)
- Craig Sives, ex calciatore scozzese (Edimburgo, n. 1986)
- Craig Tanner, calciatore inglese (Reading, n. 1994)
- Craig Waibel, ex calciatore statunitense (Portland, n. 1975)
- Craig Ziadie, ex calciatore statunitense (Pembroke Pines, n. 1978)

## Cantanti(4)
- Craig David, cantante britannico (Southampton, n. 1981)
- Craig Mabbitt, cantante statunitense (n. 1986)
- Craig Morgan, cantante statunitense (Kingston Springs, n. 1964)
- Craig Nicholls, cantante, compositore e chitarrista australiano (Sydney, n. 1977)

## Cestisti(22)
- Craig Austrie, ex cestista statunitense (New York, n. 1987)
- Craig Brackins, ex cestista statunitense (Lancaster, n. 1987)
- Craig Bradshaw, ex cestista neozelandese (Lower Hutt, n. 1983)
- Craig Callahan, ex cestista statunitense (Maquoketa, n. 1981)
- Speedy Claxton, ex cestista statunitense (Queens, n. 1978)
- Craig Dill, ex cestista statunitense (Saginaw, n. 1944)
- Craig Dykema, ex cestista statunitense (Lakewood, n. 1959)
- Craig Hodges, ex cestista e allenatore di pallacanestro statunitense (Park Forest, n. 1960)
- Craig Moller, cestista australiano (Sutherland, n. 1994)
- Craig Neal, ex cestista, allenatore di pallacanestro e dirigente sportivo statunitense (Muncie, n. 1964)
- Craig Osaikhwuwuomwan, cestista olandese (Budel, n. 1990)
- Craig Pedersen, ex cestista e allenatore di pallacanestro canadese (North Vancouver, n. 1965)
- Craig Porter, cestista statunitense (Terre Haute, n. 2000)
- Craig Randall, cestista statunitense (Youngstown, n. 1996)
- Craig Raymond, cestista statunitense (Aberdeen, n. 1945 - Provo, † 2018)
- Craig Robinson, ex cestista statunitense (East Orange, n. 1961)
- Craig Robinson, ex cestista, allenatore di pallacanestro e dirigente sportivo statunitense (Chicago, n. 1962)
- Craig Shelton, ex cestista statunitense (Washington, n. 1957)
- Craig Smith, ex cestista statunitense (Inglewood, n. 1983)
- Craig Spitzer, ex cestista statunitense (n. 1945)
- Craig Sword, cestista statunitense (Montgomery, n. 1994)
- Craig Winder, ex cestista statunitense (Hinesville, n. 1984)

## Chimici(1)
- Craig Hawker, chimico australiano (n. 1964)

## Chitarristi(4)
- Craig Fairbaugh, chitarrista statunitense (San Francisco, n. 1978)
- Craig Gannon, chitarrista britannico (Manchester, n. 1966)
- Craig Goldy, chitarrista statunitense (La Mesa, n. 1961)
- Craig Wells, chitarrista e compositore statunitense (San Francisco, n. 1963)

## Ciclisti su strada(1)
- Craig Lewis, ex ciclista su strada statunitense (Moore, n. 1985)

## Compositori(2)
- Craig Armstrong, compositore britannico (Glasgow, n. 1959)
- Craig Safan, compositore statunitense (Los Angeles, n. 1948)

## Conduttori televisivi(1)
- Craig Ferguson, conduttore televisivo, scrittore e attore scozzese (Glasgow, n. 1962)

## Critici d'arte(1)
- Craig Owens, critico d'arte e storico dell'arte statunitense (n. 1950 - Chicago, † 1990)

## Dirigenti d'azienda(1)
- Craig Pollock, manager britannico (Falkirk, n. 1956)

## Dirigenti sportivi(1)
- Craig Gardner, dirigente sportivo, allenatore di calcio e ex calciatore inglese (Solihull, n. 1986)

## Drammaturghi(1)
- Craig Wright, commediografo, sceneggiatore e produttore televisivo statunitense (Porto Rico, n. 1965)

## Fotografi(1)
- Craig McDean, fotografo inglese (Middlewich, n. 1964)

## Fumettisti(1)
- Craig Thompson, fumettista statunitense (Traverse City, n. 1975)

## Giocatori di badminton(1)
- Craig Reedie, ex giocatore di badminton e dirigente sportivo britannico (Stirling, n. 1941)

## Giocatori di baseball(3)
- Craig Biggio, ex giocatore di baseball statunitense (Smithtown, n. 1965)
- Craig Kimbrel, giocatore di baseball statunitense (Huntsville, n. 1988)
- Craig Stimac, giocatore di baseball statunitense (Oak Park, n. 1954 - San Marino, † 2009)

## Giocatori di football americano(10)
- Craig Erickson, ex giocatore di football americano statunitense (Boynton Beach, n. 1969)
- Craig Heyward, giocatore di football americano statunitense (Passaic, n. 1966 - † 2006)
- Craig Jarrett, ex giocatore di football americano statunitense (Martinsville, n. 1979)
- Craig Krenzel, ex giocatore di football americano statunitense (Utica, n. 1981)
- Craig Mager, giocatore di football americano statunitense (Luling, n. 1992)
- Craig Newsome, ex giocatore di football americano statunitense (San Bernardino, n. 1971)
- Craig Powell, ex giocatore di football americano statunitense (Youngstown, n. 1971)
- Craig Reynolds, giocatore di football americano statunitense (Willow Grove, n. 1996)
- Craig Terrill, giocatore di football americano statunitense (Lebanon, n. 1980)
- Russ Yeast, giocatore di football americano statunitense (Danville, n. 1998)

## Giocatori di snooker(1)
- Craig Steadman, giocatore di snooker inglese (Farnworth, n. 1982)

## Hockeisti su ghiaccio(3)
- Craig Adams, ex hockeista su ghiaccio canadese (Seria, n. 1977)
- Craig Anderson, ex hockeista su ghiaccio statunitense (Park Ridge, n. 1981)
- Craig Smith, hockeista su ghiaccio statunitense (Madison, n. 1989)

## Informatici(1)
- Craig Larman, informatico canadese

## Ingegneri(1)
- Craig Federighi, ingegnere e dirigente d'azienda statunitense (San Leandro, n. 1969)

## Matematici(1)
- Craig Tracy, matematico statunitense (Londra, n. 1945)

## Mezzofondisti(1)
- Craig Mottram, mezzofondista australiano (Frankston, n. 1980)

## Militari(1)
- Craig Harrison, militare e scrittore britannico (Cheltenham, n. 1974)

## Montatori(1)
- Craig Wood, montatore australiano (Sydney)

## Musicisti(2)
- Craig Adams, musicista britannico (Otley, n. 1962)
- Craig Richey, musicista e compositore statunitense (Nord Carolina)

## Nuotatori(1)
- Craig Stevens, nuotatore australiano (Sydney, n. 1980)

## Ostacolisti(2)
- CJ Allen, ostacolista statunitense (Pullman, n. 1995)
- Craig Dixon, ostacolista statunitense (Los Angeles, n. 1926 - Westwood, † 2021)

## Pallanuotisti(1)
- Craig Wilson, ex pallanuotista statunitense (Beeville, n. 1957)

## Pallavolisti(1)
- Craig Buck, ex pallavolista e ex giocatore di beach volley statunitense (Los Angeles, n. 1958)

## Piloti di rally(1)
- Craig Breen, pilota di rally irlandese (Waterford, n. 1990 - Lobor, † 2023)

## Piloti motociclistici(3)
- Craig Connell, pilota motociclistico australiano (Brisbane, n. 1968)
- Craig Coxhell, pilota motociclistico australiano (Shepperton, n. 1982)
- Craig Jones, pilota motociclistico britannico (Northwich, n. 1985 - Londra, † 2008)

## Pistard(1)
- Craig MacLean, ex pistard britannico (Grantown-on-Spey, n. 1971)

## Poeti(2)
- Craig Czury, poeta statunitense (Wilkes-Barre, n. 1951)
- MuMs da Schemer, poeta e attore statunitense (New York, n. 1968 - Wilmington, † 2021)

## Politici(4)
- Craig T. James, politico statunitense (Augusta, n. 1941)
- Craig Thomas, politico statunitense (Cody, n. 1933 - Bethesda, † 2007)
- Craig Thomson, politico australiano (Wellington, n. 1964)
- Craig Anthony Washington, politico statunitense (Longview, n. 1941)

## Produttori discografici(1)
- Craig Brockman, produttore discografico statunitense (Pasadena, n. 1973)

## Rapper(3)
- Craig Xen, rapper statunitense (Houston, n. 1994)
- Craig Mack, rapper statunitense (New York, n. 1970 - Walterboro, † 2018)
- Craig G, rapper statunitense (New York, n. 1973)

## Registi(8)
- Craig R. Baxley, regista, stuntman e attore statunitense (Los Angeles, n. 1949)
- Craig Brewer, regista e sceneggiatore statunitense (Virginia Beach, n. 1971)
- Craig Gillespie, regista e produttore televisivo australiano (Sydney, n. 1967)
- Craig Hutchinson, regista e sceneggiatore statunitense (Austin, n. 1891 - † 1976)
- Craig Johnson, regista e sceneggiatore statunitense (Bellingham)
- Craig Mazin, regista, sceneggiatore e produttore cinematografico statunitense (New York, n. 1971)
- Craig Zisk, regista e produttore televisivo statunitense
- Craig Zobel, regista, sceneggiatore e produttore cinematografico statunitense (New York, n. 1975)

## Rugbisti a 13(2)
- Craig Gower, rugbista a 13 e rugbista a 15 australiano (Penrith, n. 1978)
- Craig Innes, ex rugbista a 13, ex rugbista a 15 e procuratore sportivo neozelandese (New Plymouth, n. 1969)

## Rugbisti a 15(4)
- Craig Dowd, ex rugbista a 15 e allenatore di rugby a 15 neozelandese (Auckland, n. 1969)
- Craig Green, ex rugbista a 15 e allenatore di rugby a 15 neozelandese (Christchurch, n. 1961)
- Craig McGrath, ex rugbista a 15 e allenatore di rugby a 15 neozelandese (Auckland, n. 1974)
- Craig Smith, rugbista a 15 scozzese (Fulford, n. 1978)

## Sceneggiatori(2)
- Craig Borten, sceneggiatore e attore statunitense (n. 1965)
- Craig Thomas, sceneggiatore e produttore televisivo statunitense (n. 1971)

## Sciatori alpini(3)
- Craig Branch, ex sciatore alpino australiano (Sydney, n. 1977)
- Craig Shanholtzer, ex sciatore alpino statunitense (n. 1951)
- Craig Thrasher, ex sciatore alpino statunitense (Chardon, n. 1970)

## Scrittori(5)
- Craig Johnson, scrittore statunitense (Huntington, n. 1961)
- Craig Clevenger, scrittore statunitense (Dallas, n. 1964)
- Craig Shaw Gardner, scrittore statunitense (Rochester, n. 1949)
- Craig Spector, scrittore e sceneggiatore statunitense
- Craig Thomas, scrittore gallese (Cardiff, n. 1942 - Londra, † 2011)

## Scrittrici(1)
- Craig Rice, scrittrice e sceneggiatrice statunitense (Chicago, n. 1908 - Los Angeles, † 1957)

## Snowboarder(1)
- Craig Kelly, snowboarder statunitense (Granite City, n. 1966 - Revelstoke, † 2003)

## Storici(1)
- Craig Weatherhill, storico e scrittore britannico (Penzance, n. 1951 - † 2020)

## Tastieristi(2)
- Craig Doerge, tastierista e compositore statunitense (Cleveland, n. 1944)
- Craig Jones, tastierista statunitense (Des Moines, n. 1972)

## Tennisti(4)
- Craig Campbell, ex tennista sudafricano (Città del Capo, n. 1963)
- Craig Edwards, ex tennista statunitense (Los Angeles, n. 1955)
- Craig A. Miller, tennista australiano (Young, n. 1962 - † 2021)
- Craig Wittus, ex tennista statunitense (Detroit, n. 1957)

## Triatleti(3)
- Craig Alexander, triatleta australiano (Sydney, n. 1973)
- Craig Walton, triatleta australiano (Ulverstone, n. 1975)
- Craig Watson, triatleta neozelandese (Invercargill, n. 1971)

## Tuffatori(1)
- Craig Lincoln, tuffatore statunitense (Minneapolis, n. 1950)

## Velocisti(1)
- Craig Pickering, velocista e bobbista britannico (Crawley, n. 1986)

## Senza attività specificata(2)
- Craig Barron, effettista statunitense (Berkeley, n. 1961)
- Craig Ring, effettista statunitense (Tullahoma, n. 1970)